# Stein, Elveția
Stein este un oraș în Elveția.